# Heinrich Ewald
Georg Heinrich August Ewald ( * 16 de noviembre de 1803 - 4 de mayo de 1875) fue un orientalista y teólogo alemán.

## Vida
Ewald nació en Gotinga, donde su padre era un tejedor de lino. En 1815 fue enviado al Gymnasium o escuela preparatoria, y en 1820 ingresó en la Universidad de Gotinga, donde estudió con J. G. Eichhorn y T. C. Tychsen, especializados en lenguas orientales. Al término de sus estudios académicos en 1823, fue nombrado para una maestría en el gymnasium de Wolfenbüttel, y realizó un estudio de los manuscritos orientales en la biblioteca de Wolfenbüttel. Pero en la primavera de 1824 fue llamado a Gotinga como tutor de Teología, y, en 1827 (el año de la muerte de Eichhorn) se convirtió en profesor de filosofía y exégesis del Antiguo Testamento. Ewald Heinrich se casó en 1830 con Guillermina Gauss (1808-1846), hija del genial matemático Carl Friedrich Gauss, de quien se decía que era la más cercana al talento del padre; sin embargo, murió joven. Ewald fue ascendido en 1831 a profesor ordinario de filosofía y en 1833 se convirtió en miembro de la Royal Society. En 1835, tras la muerte de Tychsen, entró en la facultad de teología, donde presidió la sección de lenguas orientales.
Dos años más tarde se produjo la primera intervención de Ewald estudioso en la vida política de su tiempo. En 1837, el 18 de noviembre, junto a seis de sus colegas, firmó una protesta formal contra la acción del rey Ernesto Augusto I de Hannover de abolir la Constitución liberal de 1833, que había otorgado la casa de Hannover en manos de su predecesor Guillermo IV. Esta audaz protesta condujo a la rápida expulsión de la universidad (14 de diciembre) de estos siete profesores, desde entonces conocidos como Los siete de Gotinga. Pero Ewald, a principios de 1838, recibió una llamada de Tubinga y durante más de diez años ocupó una cátedra como profesor ordinario, primero de filosofía y, luego, a partir de 1841, de Teología. A este período pertenecen algunas de sus obras más importantes, y también el comienzo de su amarga pelea con el F. C. Baur y la escuela de Tubinga. En 1847, "el del gran naufragio en Alemania", como se ha llamado, fue invitado de nuevo a Gotinga en términos honorables para él al haber sido restaurada la Constitución liberal. Él aceptó gustoso la invitación.
Durante el bienio 1862-1863 participó activamente en un movimiento de reforma dentro de la Iglesia Hannoveriana, y fue miembro del sínodo que aprobó su nueva constitución. Jugó una papel importante en la formación de la Protestantenverein, asociación protestante, en septiembre de 1863. Pero la Guerra Austro-prusiana de 1866 frustró sus planes: a causa de su lealtad al rey Jorge V de Hannover (hijo de Ernst August) no pudo jurar fidelidad al rey victorioso Guillermo I de Prusia y, por tanto, fue colocado en la lista de jubilados, aunque con el sueldo íntegro como pensión.
No obstante siguió cayendo en desgracia: el tono violento de algunos de sus manifiestos impresos acerca de esta época, en especial contra Otto von Bismarck, al que llamaba incluso "matón", lo llevó a ser privado de la venia legendi (1868) y a un proceso penal, en el que, sin embargo, fue absuelto (mayo de 1869). Entonces, y en dos ocasiones posteriores, fue rechazado por la ciudad de Hannóver como miembro del parlamento alemán del norte. En junio de 1874 fue declarado culpable de difamación contra Otto von Bismarck, a quien había comparado con Federico el Grande en su guerra con Austria, acusándolo además de destruir la religión y la moralidad, y a Napoleón III en su forma de "encontrar el mejor momento posible para el robo y saqueo". Por este delito fue condenado a tres semanas de prisión. Murió en su 72.º año, de una enfermedad cardiaca.

## Influencia
En su vida pública Ewald mostró características tales como la sencillez y la sinceridad, la seriedad moral, la independencia, la intrepidez absoluta. Como maestro tuvo un notable poder de encender el entusiasmo, y fue profesor de muchos alumnos distinguidos, incluyendo Julius Wellhausen, August Schleicher, Ferdinand Hitzig, Eberhard Schrader, Theodor Noldeke y Christian Friedrich August Dillmann. Sus discípulos no eran todos de una escuela, pero muchos eminentes académicos que al parecer fueron influidos por él desarrollaron algunas de las muchas ideas que propuso.
La Gramática hebrea de Ewald (Kritische Grammatik der hebr. Sprache, 1827, con sucesivas reediciones corregidas y ampliadas) supuso una nueva era en la filología bíblica. Sus trabajos en este campo llegaron incluso a constituirle, según Hitzig, "en el segundo fundador de la filología hebrea". Como exégeta bíblico destaca su Geschichte des Volkes Israel, resultado de treinta años de trabajo que se tomó en este ramo de la investigación. Y, si bien pregona en cada línea la personalidad de su autor, es al msmo tiempo un producto muy característico de su época e incluso de la década en que apareció, y aunque es fruto de los grandes conocimientos adquiridos por Ewald, no es menos evidente que también asume el resultado de las investigaciones y especulaciones de muchos laboriosos predecesores en todos los ámbitos de la historia, la teología y la filosofía del pueblo israelita.
Retomando la idea del destino divino del linaje humano y la de una misión providencial para cada una de las principales naciones de la antigüedad, Ewald no tuvo dificultad en insertar la historia de Israel en la de la Historia universal. La historia de Israel, según él, es simplemente la historia de la manera en que la única y verdadera religión entró en posesión de la Humanidad entera. Otras naciones, de hecho, han tratado problemas más altos ahondando en el sentido de la religión, pero Israel es el único pueblo que, a su juicio, ha logrado mediante la Providencia de Dios una inspiración divina. Este supremo sentido de la historia nacional de Israel comenzó con el Éxodo y culminó (y al mismo tiempo prácticamente concluyó) con la aparición de Jesús.
Entre estos dos eventos establece tres grandes períodos: los de Moisés, David y Esdras. Estas épocas se señalan externamente con los sucesivos nombres con los que el pueblo elegido se llama a sí mismo: los endónimos hebreos, israelitas y judíos. Los acontecimientos antes del Éxodo son relegados por Ewald a un primer capítulo de historia primitiva, y los acontecimientos de la edad apostólica y postapostólica se tratan como una especie de apéndice. Toda la construcción de su historia se funda, como ya se ha dicho, en el examen crítico y en la disposición cronológica de los documentos que entonces se conocían y se hallaban a su alcance. Por lo que respecta a los resultados de su crítica, aún son inciertos en lo que respecta a la datación y autoría de algunos hechos y escritos, por lo que sus conclusiones, por supuesto, deben ser consideradas como insatisfactorias a ojos modernos. Pero su trabajo sigue siendo un almacén de conocimiento y cada vez se reconoce más como la obra de un genio extraordinario.

## Obra
- Die Composition der Genesis kritisch untersucht (1823), agudo y hábil crítica al uso de los dos nombres de Dios sin recursar a lo documental-hipótesis
- De metris carminum Arabicorum (I825)
- Des Hohelied Salomo?s übersetzt u. erklärt (1826; 3.ª ed. 1866)
- Kritische Grammatik der hebr. Sprache (1827)--que sería luego Ausführliches Lehrbuch der hebr. Sprache (8.ª ed. 1870)
- Hebr. Sprachlehre für Anfänger (4.ª ed. 1874)
- Über einige ältere Sanskritmetra. Ein Versuch (1827)
- Liber Vakedu de Mesopotamiae expugnatae historia (1827)
- Commentarius in Apocalypsin Johannis (1828)
- Abhandlungen zur biblischen u. orientalischen Literatur (1832)
- Grammatica critica linguae Arabicae (1831-1833)
- Die poetischen Bücher des alten Bundes (1835-1837, 3.ª ed. 1866-1867)
- Plan dieser Zeitschrift. In: Zeitschrift für die Kunde des Morgenlandes 1 (1837), pp. 3-13
- Die Propheten des alten Bundes (1840-1841, 2.ª ed. 1867-1868)
- Geschichte des Volkes Israel (1843-1859, 3.ª ed. 1864-1868)
- Alterthümer Israels (1848)
- Die drei ersten Evangelien übersetzt u. erklärt (1850)
- Über das äthiopische Buch Henoch (1854)
- Die Sendschreiben des Apostels Paulus übersetzt u. erklärt (1857)
- Die Johanneischen Schriften übersetzt u. erklärt (1861-1862)
- Über des vierte Esrabuch (1863)
- Sieben Sendschreiben des neuen Bundes (1870)
- Das Sendschreiben an die Hebräer u. Jakobos' Rundschreiben (1870)
- Die Lehre der Bibel von Gott, oder Theologie des alten u. neuen Bundes (1871-1875).
- Commentary on the book of Job. (translated from German by J. Frederick Smith) (1882) ISBN 0-8370-3085-4

Jahrbücher der biblischen Wissenschaft (1849-1865) fue editado, y en muchas partes escrito por él. Había sido jefe promotor de the Zeitschrift für die Kunde des Morgenlandes, iniciado en 1837; frecuentemente contribuía en varios sujetos a Götting gelehrte Anzeigen.  También fue autor de muchos panfletos.